# Tungiasi
La tungiasi, o sarcopsillosi penetrante, è una forma di parassitosi epidermica prodotta dall'infiltrazione nella cute da parte del parassita "Tunga penetrans" (Sarcopsylla penetrans), una pulce ematofaga di piccole dimensioni che non supera il millimetro di lunghezza.

## Meccanismo d'azione
Il parassita penetra nella cute dell'ospite creandosi una fessurazione che dallo strato corneo esterno della pelle arriva al derma, dove trova nutrimento nella vascolarizzazione capillare sanguigna attraverso la spirotromba, un apparato boccale succhiante a forma di proboscide. 
L'infiltrazione cutanea viene operata esclusivamente dalla Tunga gravida, mentre i maschi e le femmine non fertilizzate si limitano alla sola suzione temporanea del sangue dall'esterno.
L'ospite bersaglio di questa pulce può essere l'uomo, un animale domestico (cane, gatto, topo) o qualsiasi altro mammifero allo stato brado (equini, ovini, suini).

## Sviluppo
La Tunga, dopo essersi invaginata profondamente nella cute, con la testa sul derma e l'apparato escretore addominale che fuoriesce dallo strato esterno dell'epidermide, inizia a nutrirsi di sangue al fine di completare il ciclo gravidico che si protrae per circa 7-10 giorni, dopodiché le uova (da 100 a 200) vengono gradualmente espulse all'esterno e si depositeranno al suolo dove completeranno lo sviluppo larvale. Il ciclo maturativo ovulare prosegue in successive fasi di larva e pupa che, in condizioni ambientali ottimali, per umidità e temperatura, produrranno una nuova pulce adulta in circa un mese.

## Decorso
L'infestazione è asintomatica nelle fasi iniziali di impianto del parassita. A seguito del costante nutrimento a base di sangue, la Tunga accresce le sue dimensioni (in particolare dell'addome) fino ad arrivare ad una forma sferica di circa 2–4 mm in 7-10 giorni.
Sulla cute del soggetto ospite comparirà una lesione simil-papulosa con un punto nero centrale, costituito dall'apparato escretore della pulce, contornato da un anello rossastro (eritematoso) e/o giallastro se alla lesione si è aggiunta una infezione batterica o da altro microrganismo. In questa fase il soggetto potrà avvertire prurito e dolore nella zona interessata dalla parassitosi.

## Terapia

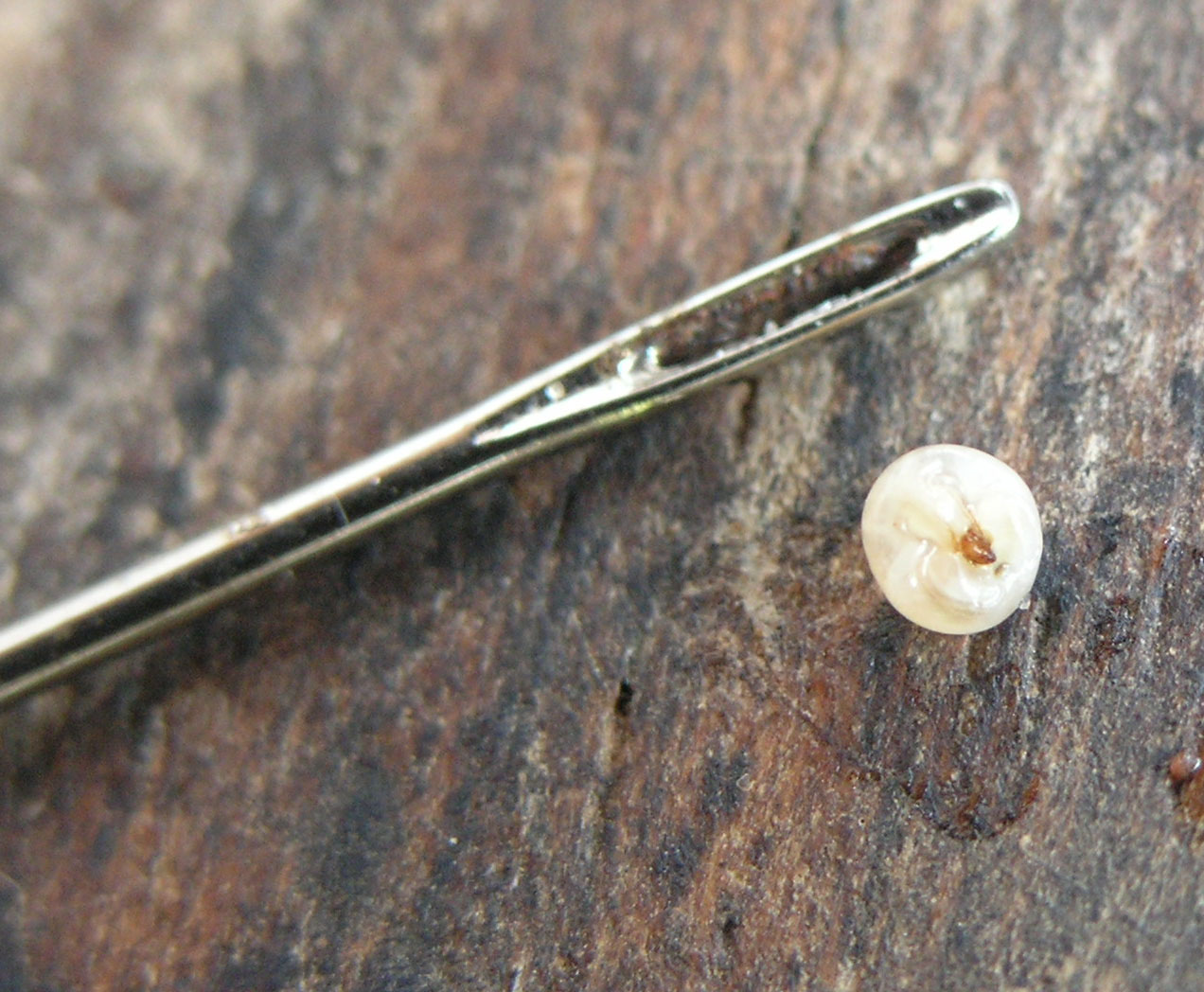
La pulce Tunga penetrans gravida, estratta da un organismo ospite.

Il trattamento si basa sulla eradicazione del corpo estraneo con strumento idoneo, ad es. pinzette o ago sterile, dopo aver applicato sulla parte interessata etere o cloroformio o benzine. Nei casi più difficili può essere utile effettuare una incisione con bisturi della cute circostante. È comunque necessario porre attenzione a non incidere l'addome dell'animale da cui potrebbero fuoriuscire larve ancora in gestazione. Nel caso di infestazione multipla può essere utile la somministrazione orale di ivermectina (o Abamectina), niridazolo o similari, che possono favorire la riduzione della flogosi nella zona infetta, facilitando l'estrazione del corpo estraneo.

Risultati di buon rilievo sono stati ottenuti anche con applicazione topica, per 12-24 ore, di vaselina salicilata al 20%, che causa la morte del parassita rendendone più agevole l'estrazione.

## Diagnosi differenziale
Può essere posta diagnosi differenziale con forme di aspetto similare quali ad esempio verruche, granuloma da corpo estraneo (come la puntura di spina vegetale o animale), patereccio, esostosi, paronichia batterica/micotica, cisti mixoidi, dermatite bollosa, miasi causate da larve di ditteri. Un parametro essenziale per la diagnosi differenziale è la permanenza o l'effettuazione di un viaggio nelle aree endemiche.

## Aree endemiche
Le zone notoriamente conosciute come endemiche, sono l'Africa subsahariana, i Caraibi, il Sud America, il Centro America e l'India.

## Prevenzione
La Tunga penetrans (pulce penetrante) insieme alle Xenopsylla cheopis (pulce della peste) e Pulex irritans (pulce umana) sono le specie che rivestono maggiore importanza eziopatologica per l'uomo. 
La Tunga può compiere balzi non più alti di 20–30 cm, per cui le zone del corpo a più alto rischio di contatto sono le estremità inferiori. Negli spostamenti in zone endemiche, una buona prevenzione consiste essenzialmente nell'indossare scarpe chiuse e nell'uso congiunto di prodotti repellenti per gli insetti.